# Klisura (gmina Bela Palanka)
Klisura (cyr. Клисура) – wieś w Serbii, w okręgu pirockim, w gminie Bela Palanka. W 2011 roku liczyła 189 mieszkańców.